# カティナ級防護巡洋艦
| カティナ級防護巡洋艦                   | カティナ級防護巡洋艦 |
| -------------------------------------- | --- |
| 写真はプロテ                           | |
| 艦級概観                               | |
| 艦種                                   | 防護巡洋艦 |
| 艦名                                   | 人名 |
| 前級                                   | ダサ級 |
| 次級                                   | ダントルカストー |
| 性能諸元（データはネームシップのもの） | |
| 排水量                                 | 常備：4,048トン |
| 全長                                   | 101.7m |
| 水線長                                 | 101.2m |
| 全幅                                   | 13.59m |
| 吃水                                   | 6.43m |
| 機関                                   | ベルヴィール式石炭専焼水管缶16基 +直立型三段膨張式レシプロ機関2基2軸推進 |
| 最大出力                               | 9,500hp |
| 最大速力                               | 20.0ノット |
| 航続距離                               | 10ノット/6,000海里 |
| 燃料                                   | 石炭：560トン |
| 乗員                                   | 381～400名 |
| 兵装                                   | Model 1893 16cm（45口径）単装速射砲4基 Model 1891 10cm（45口径）単装速射砲10基 オチキス Model 1885 4.7cm（43口径）単装機砲10基 オチキス Model 1885 37mm機砲4基 35.6cm水上魚雷発射管単装2基 機雷50個 |
| 装甲                                   | 甲板：28mm（水平面）、58mm（傾斜部） 司令塔：100mm |

カティナ級防護巡洋艦 （かてぃなきゅうぼうごじゅんようかん classe Catinat croiseurs protégés） はフランスが建造した防護巡洋艦の艦級である。
フランス海軍では二等巡洋艦に分類していた。

## 概要
本級は1892年度艦隊整備計画において植民地警備用として設計・建造されたクラスである。デカルト級防護巡洋艦の改良型で主砲の16cm速射砲を減じた代わりに副砲を強化させていた。
整備ドックが乏しい植民地での維持のために水面下はチークの上に銅板で被覆して海草やフジツボなどの付着を抑制した。

## 艦形について
船体形状は当時、フランス海軍が主力艦から軽艦艇に至るまで主に導入していたタンブル・ホーム型船体である。これは、水線部から上の構造を複雑な曲線を用いて引き絞り、船体重量を軽減できる船体方式で、他国では帝政ロシア海軍やドイツ海軍、アメリカ海軍の前弩級戦艦や巡洋艦にも採用された。外見上の特徴として水線下部の艦首・艦尾は著しく突出し、かつ舷側甲板よりも水線部装甲の部分が突出すると言った特徴的な形状をしている。このため、水線下から甲板に上るに従って船体は引き絞られ甲板面積は小さくなっている。これは、備砲の射界を船体で狭められずに広い射界を得られる。
本艦の船体形状は前級と同じく乾舷の高い艦首から低い艦尾までなだらかに傾斜する平甲板型船体で主砲の16cm単装速射砲は船体中央部の2箇所に設けられた張り出し部にケースメイト（砲郭）配置で片舷2基ずつ計4基が配置された。水面部が突出した艦首から艦首甲板に副砲の10cm（45口径）単装速射砲が並列配置で2基、司令塔を下部に組み込んだ箱型艦橋を基部にして簡素な単脚式の前部マストが立つ。その背後に2本煙突が立ち、その周囲は艦載艇置き場となっており、片舷2本ずつを1組として片舷3組計6組のボート・ダビットにより運用された。舷側部に10cm速射砲がケースメイト配置で5か所に1基ずつ配置された計10基。後部甲板には簡素な単脚式の後部マストが立ち、その後方に16cm単装速射砲が後ろ向きに並列配置2基である。この武装配置により首尾線方向に最大16cm砲2門、左右方向に最大10cm砲4門、舷側方向で最大16cm砲2門・10cm砲5門が指向出来た。

## 同型艦
- カティナ（Catinat）
- プロテ（Protet）

## 参考図書
- 「世界の艦船 増刊第50集　フランス巡洋艦史」（海人社）